# カリロエ (衛星)
カリロエ（英語：Callirrhoe、確定番号：Jupiter XVII）は木星の第17衛星である。
1999年10月19日にアリゾナ大学の小惑星探査プロジェクトであるスペースウォッチによってキットピーク国立天文台での観測で発見されたが、この時は小惑星として認識され、国際天文学連合から小惑星の仮符号1999 UX18が与えられた。その後2000年7月18日に、同じくアリゾナ大学のティモシー・スパールらによって木星の衛星であることが確認され、衛星の仮符号 S/1999 J 1 が与えられた。天球上での動きが遅く、また太陽周回軌道では観測された位置をうまく説明できないことから、木星の衛星であることが判明した。
2002年10月22日に、ギリシア神話の、オーケアノスとテーテュースの娘カリロエーに因んで命名され、Jupiter XVII という確定番号が与えられた。
カリロエの見かけの等級は20.8であり、アルベドを0.04と仮定した場合、カリロエの直径はおよそ 8.6 km と推定される。また、密度を 2.6 g/cm3 と仮定した場合、質量はおよそ 8.7 ×1014 kg と推定される。カリロエは、木星から2300万〜2400万km前後の距離を逆行軌道で公転し、軌道傾斜角が 145°〜158° 程度の不規則衛星のグループであるパシファエ群に属している。
2002年にマゼラン望遠鏡を用いてカリロエの観測が行われ、色指数が B-V=0.71、V-R=0.50、V-I=1.02 で、淡い赤色を示すことが判明した。これは同じパシファエ群に属するメガクリテと似た特徴だが、グループで最も大きいパシファエは灰色をしており、異なる特徴を持つことが示唆されている。
冥王星探査機のニュー・ホライズンズが木星をフライバイする際の2007年1月10日に、機器の調整としてカリロエの撮影を行っている。